# Kumbhkot
Kumbhkot è una suddivisione dell'India, classificata come census town, di 5.857 abitanti, situata nel distretto di Kota, nello stato federato del Rajasthan. In base al numero di abitanti la città rientra nella classe V (da 5.000 a 9.999 persone).

## Geografia fisica
La città è situata a 24° 37' 23 N e 75° 59' 41 E.

## Società

### Evoluzione demografica
Al censimento del 2001 la popolazione di Kumbhkot assommava a 5.857 persone, delle quali 3.124 maschi e 2.733 femmine. I bambini di età inferiore o uguale ai sei anni assommavano a 1.176, dei quali 614 maschi e 562 femmine. Infine, coloro che erano in grado di saper almeno leggere e scrivere erano 2.601, dei quali 1.943 maschi e 658 femmine.